# トマソ・トフォリ
トマソ・トフォリ（イタリア語: Tommaso Toffoli、1943年 - ）は、ボストン大学の電気情報工学学部の特任教授。

## 人物
1967年にローマ大学にて物理学博士、1977年にミシガン大学にてPh.D.(情報通信システム)をそれぞれ取得。
トフォリはセルオートマトンや人工生命の理論の研究において知られている。
1981年に提案されたトフォリゲートは、後にファインマンなどに量子計算や可逆計算の基本論理ゲートとして採用された。

## 書籍
- Cellular Automata Machines: A New Environment for Modeling, MIT Press (1987), with Norman Margolus. ISBN 0-262-20060-0.